# 維拉維拉山
15°57′50″S 68°27′46″W / 15.96389°S 68.46278°W
維拉維拉山（Wila Wila），是玻利維亞的山峰，位於該國西部拉巴斯省，處於查查科馬尼山和孔多爾希皮納山西北面，屬於安第斯山脈中玻利維亞瑞阿爾山脈的一部分，海拔高度5,240米。